# Теория государства и права
Тео́рия госуда́рства и пра́ва — фундаментальная юридическая наука, изучающая сущность, наиболее общие закономерности и тенденции происхождения, развития и функционирования государства и права в их постоянном взаимодействии, формирующая общие для всех юридических наук понятия и категории.
Научное исследование в теории государства и права ведётся не по отдельно взятому государству, стране и исторической эпохе, а с ориентацией на наиболее развитые в настоящий момент формы права и государственности. Теория государства и права является преимущественно российской наукой (постсоветской, а ранее — советской наукой), во многих государствах и  странах континентальной Европы дисциплины, чьим предметом исследования является право и государство, преподаются отдельно. В последние годы наблюдается процесс всё большего доктринального расширения роли и предмета теории государства и права до уровня философии права, что объясняется европейской традицией изучения государства и права.
Данную науку, как изучающую одновременно теорию государства и права, назвать единой сложно: есть раздельно существующие теория государства (общее учение о государстве — изучает происхождение государства, типы, формы, элементы (структуру) и функции государства, а также перспективы государства) и теория права, изучающая преимущественно вопросы юридической догматики (источники права, виды правовых норм, законотворчество и правоприменение, юридическая техника, коллизии правовых норм, толкование права, юридическая ответственность и тому подобное).

## Предмет
В литературе нет единого подхода к определению предмета теории государства и права. Так, одни авторы[какие?] указывают, что предметом данной науки являются «общие закономерности возникновения, развития и функционирования государства и права как таковых и специфические закономерности возникновения, развития и функционирования государства и права каждого в отдельности взятого классового (чаще употребляется термин „исторического“) типа». Другие[какие?] пишут, что предметом теории государства и права является «закономерный процесс возникновения и развития государства и права на различных исторических ступенях движения классового общества, сущность, содержание, формы и функции государства и права, взаимосвязь государства и права, правотворчество и правоприменение…». Есть и другие определения. В качестве составляющих, присутствующих практически во всех определениях предмета теории государства и права, М. Н. Марченко называет:
- процесс возникновения, становления и развития государства и права, его общие закономерности;
- взаимосвязь государства и права;
- характерные признаки, формы, сущность, содержание и черты государства и права;
- место и роль государства и права в жизни общества, в политической системе;
- право, правосознание, законность, конституционность;
- законодательный процесс и его отдельные стадии;
- правомерное поведение;
- правонарушение и юридическая ответственность.

Отмечается, что предмет теории государства и права не является незыблемым: как отдельные составляющие, так и их соотношение в связи с происходящими в обществе процессами претерпевают изменения, которые иногда являются довольно значительными. Так, если в трудах по теории государства и права советского периода значительное внимание уделялось таким концепциям, как «государство диктатуры пролетариата», «общенародное» государство и право, «государство всеобщего благоденствия», «государство — ночной сторож», то в современных источниках основное внимание уделяется изучению таких теоретических концепций, как «правовое государство», «социальное государство». Вновь стали вызывать интерес естественно-правовые теории и другие учения, практически не разрабатывавшиеся в советский период.
В то же время базовая составляющая теории государства и права на всём периоде существования данной науки остаётся неизменной: это основные закономерности возникновения, развития и функционирования государства и права. В то же время доступный и используемый при определении этих закономерностей исходный материал меняется, вследствие чего различные авторы в различные исторические эпохи приходят к разным выводам о сущности и эволюции государства и права, их значении для общества и взаимосвязях между собой и с другими социальными институтами. Ещё более подвержены изменениям частные теории, объясняющие отдельные государственно-правовые явления: они постоянно эволюционируют, развиваются и сменяют друг друга. Для теории государства и права как науки и учебной дисциплины характерно наличие большого числа спорных вопросов и различных точек зрения на основные проблемы, что объясняется причинами как объективного (противоречия в исходных данных исследования), так и субъективного характера.

## Методология
Методология науки — это совокупность средств, способов, приемов познания явлений.
Существует 3 группы методов (подходов):
1)	Универсальные (логический, языковой, философский).
Суть логического подхода заключается в том, что каждое исследование начинается с живого созерцания (ощущений, восприятий, представлений), абстрактного мышления (понятий, суждений, умозаключений). Грамотное использование логических законов (тождества, достаточного основания, непротиворечия, исключения третьего) и форм (индукции, дедукции, классификации, аналогии) позволяет избегать логических ошибок, не допускать противоречий в своих рассуждениях.
Назначение языкового подхода выражается в том, что способы мышления приобретают материальную форму в языке. Данный подход включает такие средства, как буквы, слова, словосочетания, предложения, знаки препинания, а также правила (например, способы образования словосочетаний, правила расстановки знаков препинания).
Философский подход позволяет рассматривать правовые явления с наиболее общих, фундаментальных позиций, с использованием категорий «сущность» и «явление», «система» и «элемент», «часть» и «целое», «содержание» и «форма», «причина» и «следствие» и др.
2)	Методы, присущие специальным неюридическим наукам.
В социологическом подходе центральное место отводится исследованиям конкретных форм поведения и социальных ролей субъектов права.
Суть психологического подхода состоит в том, что в ПСО[в чём?] участвуют конкретные люди, обладающие определёнными чувствами, представлениями, эмоциями, способностями, преследующие соответствующие цели и интересы.
3)	Специально-юридический подход.
В процессе познания различных сторон правовой системы общества используются юридические понятия (право, институт права), юридические конструкции (правовой прецедент, состав субъективного права), закономерные связи (между нормой права и нормативно-правовым предписанием, элементами нормы права), юридические категории, правила, достоверные знания.
В настоящее время проблемы методологии разработаны слабо, что дает повод говорить об определённых симптомах кризиса современного российского правоведения.

## Метод
Метод науки — приемы и способы, с помощью которых изучается предмет науки. В теории государства и права применяются общенаучные, специальные и частнонаучные методы.
Общенаучные методы:
- Анализ
- Индукция
- Аналогия
- Абстрагирование
- Моделирование
- Сравнение

Частнонаучные методы:
- Системный: акцентирует внимание на взаимодействии явлений, их единстве и целостности.
- Структурно-функциональный: определение места, роли и функций каждого элемента системы.
- Сравнительный: сравнение государства и права, их элементов с иными однородными явлениями.
- Социологический: установление связей государства и права с иными социальными явлениями, важнейшее место среди которых принадлежит конкретно социологическим методам (наблюдение, опрос, моделирование).
- Психологический: изучение, главным образом, правового поведения.
- Статистический: оперирование количественными величинами.
- Исторический: изучение закономерностей в развитии права и государства.

Специальные методы:
- формально-юридический: позволяет определить юридические понятия, выявлять их признаки, проводить классификацию, толковать содержание правовых предписаний и т. п.; является традиционным, свойственным юридической науке, выходящим из её природы.
- сравнительно-правовой: позволяет сопоставить различные правовые системы либо их отдельные элементы — законы, юридическую практику и т. д., в целях выявления их общих и особенных свойств. Имеет важное значение, так как реформирование и совершенствование гос.-правовой практики невозможно без сопоставления сходных объектов, существующих одновременно или разделенных известным: на основе умозаключения создаётся правовая модель какого-либо правового явления. Модель принимается за эталон и является точкой отсчёта для оценки реально существующего объекта.

•	технико-юридический;
•	толкование;
•	конкретизация;
•	техника единой классификации нормативных актов;
•	правовой эксперимент и др.

## Функции ТГиП
1) Онтологическая
Изложение понятий государства и права, причин и закономерностей их возникновения и жизнедеятельности.
2) Гносеологическая
Состоит в выработке научных концепций, доктрин, правовых понятий, категорий, приемов и способов, помогающих научному познанию ГиП.
3) Эвристическая
Открывает новые закономерности в развитии государственно-правовых институтов, в частности в условиях современных рыночных реформ.
4) Прогностическая
Предвидение тех или иных изменений в государственно-правовой действительности, определение тенденций развития государственно-правовой жизни, в выдвижении гипотез об их будущем.
5) Методологическая
Создает систему понятий и категорий, применяющуюся во всех иных юридических науках, имеющую основополагающее значение для юриспруденции в целом.
6) Идеологическая
Приводит в систему идеи о государстве и праве, воздействует непосредственно на сознание субъектов и социальную жизнь как важнейший идеологический фактор.
7) Организационно-прикладная
Преобразование, реформирование государственно-правовой жизни, разработка рекомендаций и предложений по решению актуальных проблем государственно-правового строительства, обеспечение научности государственного управления и правового регулирования.
Говоря о Теории государства и права как учебной дисциплине, выделяют ещё 3 специальных функции:
8) Вводная
Формирование понятийно-категориального аппарата и методологического инструментария, необходимого для дальнейшего освоения системы юридических знаний.
9) Обобщающая
На завершающем этапе изучения посредством теории государства и права обобщаются полученные знания в области отраслевых юридических наук и приобретается цельное знание о праве.
10) Прикладная
Теория государства и права вырабатывает предложения по совершенствованию различных сторон государственно-правовой жизни.
Все функции взаимосвязаны и могут дать позитивный результат, лишь будучи взятыми в определённом сочетании, комплексе.